# 러시아어 문자

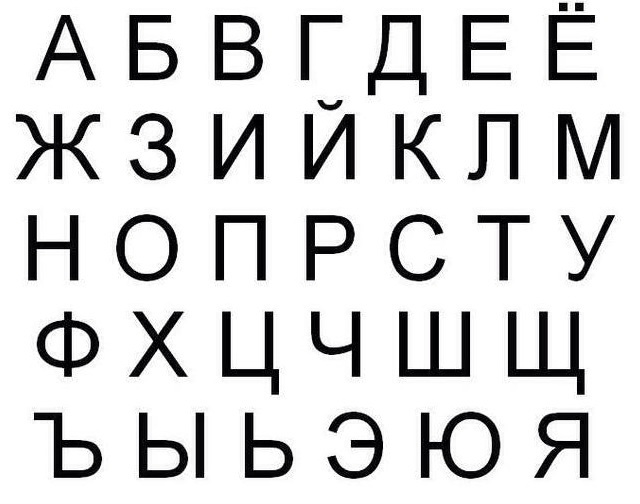
러시아어 알파벳

러시아어 문자(러시아어: русский алфавит)는 러시아어 표기에 쓰이는 키릴 문자 체계이다. 10세기 키릴 문자가 탄생한 이래로 여러 차례 개혁을 거쳐 근대화된 문자 체계이다. 이를 다시 변형한 형태는 우크라이나어, 벨라루스어, 불가리아어, 세르비아어 등을 표기하는데 사용된다.

## 역사
10세기 불가리아에서 그리스 문자를 본따 처음 만들어진 키릴 문자는 곧 교회 슬라브어 문학과 함께 루스에 유입되었다. 이후 사용이 이어지다가 1708년에 표트르 1세에 의해 문자 개혁이 이루어졌다. 그리고 1918년 10월에 또다른 대대적인 철자법 개정이 있었고, 현대에 사용되는 형태는 여기에 기반한다.

## 모양
일반적으로 다른 키릴 문자에서는 없는 '요'(Ё) 발음을 낼 수 있는 문자를 만들었다. 기본적인 문자는 다른 키릴 문자와 유사하다. 현재의 알파벳은 모음자모 10, 자음자모 21개, 기호자모 2개로 구성되어 모두 33개 자모로 되어 있다.
| А /a/ | Б /b/ | В /v/ | Г /ɡ/ | Д /d/  | Е /jɛ/ | Ё /jo/ | Ж /ʐ/  | З /z/ | И /i/  | Й /j/  |
| К /k/ | Л /l/ | М /m/ | Н /n/ | О /o/  | П /p/  | Р /r/  | С /s/  | Т /t/ | У /u/  | Ф /f/  |
| Х /x/ | Ц /ʦ/ | Ч /ʨ/ | Ш /ʂ/ | Щ /ɕː/ | Ъ /◌ˠ/ | Ы /ɨ/  | Ь /◌ʲ/ | Э /ɛ/ | Ю /ju/ | Я /ja/ |

## 러시아어 키보드
러시아어 키보드의 문자 배열은 다음과 같다.

## 같이 보기
- 키릴 문자를 사용하는 언어
- 키릴 문자
- 라튼카
- 그리스 문자
- 러시아어 로마자 표기법
- 러시아어 점자
- 러시아어 음운론